# Prefettura di Fukui
Fukui (福井県?, Fukui-ken) è una prefettura giapponese di 778 943 abitanti (2017), con capoluogo a Fukui. Si trova nella regione di Chubu, sull'isola di Honshū.

## Geografia fisica
La prefettura si affaccia a ovest sul Mar del Giappone. Il territorio interno è prevalentemente montuoso, eccezion fatta per qualche pianura che si estende a est.

## Storia
La prefettura di Fukui è stata creata nel 1871 dall'unione delle due vecchie provincia Wakasa e Echizen.
Durante il periodo Edo il daimyō della regione fu soprannominato Matsudaira ed era un discendente di Tokugawa Ieyasu.

## Popolazione e città
Vista la morfologia del territorio l'uomo si è insediato soprattutto nelle pianure orientali dove ci sono le principali città.

### Principali città
- Awara
- Echizen
- Fukui (capoluogo)
- Katsuyama
- Obama
- Ōno
- Sabae
- Sakai
- Tsuruga

### Distretti, paesi e villaggi
| - Distretto di Imadate Ikeda - Distretto di Mikata Mihama - Distretto di Mikatakaminaka Wakasa - Distretto di Nanjō Minamiechizen | - Distretto di Nyū Echizen - Distretto di Ōi Ōi Takahama - Distretto di Yoshida Eiheiji |